# Вільям Гопаллава
Вільям Гопаллава (17 вересня 1897 — 31 січня 1981) — останній генерал-губернатор Цейлону з 1962 по 1972 рік і перший президент Шрі-Ланки, що стала в тому році республікою. Він був відомий як безпартійний і принципова людина, що заслужив повагу з боку всіх політичних партій країни.
Народився в небагатій, але шанованій родині, в трирічному віці втратив батька. Освіту здобув на батьківщині, вивчав в тому числі англійську мову і юриспруденцію, в 1920 році став нотаріусом, в 1926—1939 роках був членом міської ради Мотале, в 1939—1951 роках — муніципальним комісаром в Канді, в 1951—1957 роках — на тій же посаді в Коломбо; в 1958—1961 роках був послом Цейлону в Китаї, в 1961—1962 роках — в США. У 1962 році був відкликаний на батьківщину і призначений генерал-губернатором Цейлону (формальним главою держави вважалася британська королева); він займав цю посаду протягом десяти років і став першим і єдиним генерал-губернатором Цейлону, колишнім за віросповіданням буддистом. У 1972 році, коли в країні була проголошена республіка, він став її першим президентом і займав цю посаду до 1978 року. У сучасній Шрі-Ланці іноді називається «символом нації»